# Santa Catarina Clube
Santa Catarina Clube is een Braziliaanse voetbalclub uit Rio do Sul.

## Geschiedenis
De club werd opgericht in 1998 opgericht in de stad Blumenau. In 1999 en 2000 speelde de club in de tweede klasse van het  Campeonato Catarinense. In 2002 nam de club opnieuw aan de competitie deel en speelde nu in de stad Navegantes. 
Nadat de club zich enkele jaren terugtrok uit de profcompetitie keerden ze terug in 2008, naar de inmiddels ingevoerde derde klasse en vertegenwoordigde nu de stad São Francisco do Sul. Echter kwam er geen overeenkomst om in het plaatselijke stadion te spelen en er werd uitgeweken naar Joinville in het stadion van Caxias FC. Na twee seizoenen trok de club zich echter weer terug. In 2015-2016 speelde de club opnieuw in de Série C, nu voor de stad Imbituba. 
In 2022 trad de club opnieuw aan in de Série C en nu in de stad Rio do Sul. De club werd tweede in de groepsfase, maar kon in de tweede fase de titel bemachtigen, waardoor ze promoveerden. In het eerste seizoen misten ze net de promotie, maar in 2024 speelde de club de titelfinale, die ze verloren, maar deze finale gaf wel recht op promotie. 

## Erelijst
Campeonato Catarinense Série C
2022